# Draconarius yosiianus
Draconarius yosiianus är en spindelart som först beskrevs av Nishikawa 1999.  Draconarius yosiianus ingår i släktet Draconarius och familjen mörkerspindlar. Inga underarter finns listade i Catalogue of Life.